# Köge Huskors
Köge huskors var namnet på en häxprocess som utspelade sig i staden Køge i Danmark under mellan 1608 och 1615. Häxprocessen beskrivs som en masspsykos. Invånarna i ett visst hus i staden påstods vara besatta av Djävulen, vilket ledde till att mellan 15 och 20 kvinnor brändes levande på bål för häxeri.
År 1612 anklagades Johanne Thomes av köpmannen Hans Bartskær (Hans Kræmmer) för att ha trollat in en djävul i hans hus. Hans Bartskær  förklarade att det hade spökat i hans hus sedan 1608 och att det var hans kors, därmed namnet Köge huskors; bland annat led hans fosterson Jacob av nattliga krampanfall. 
1611 hamnade Anne, Hans Bartskærs fru, i konflikt med Johanne Thomes, som tidigare varit omtalad som trollkunnig. Därefter ökade "spökeriet" och även hans son påverkades. 1612 anklagade Hans Bartskær öppet Johanne Thomes för att ha orsakat spökeriet i hans hus genom trolldom, som ställdes inför rätta 8 juni 1612. Flera vittnen inkallades för att vittna mot henne. Processen är bristfälligt dokumenterad, men hon uppges inte ha fått någon mat i fängelset; hon beskrivs som temperamentsfull och verbal, bekände inget umgänge med Djävulen, men föll på knä och bad om nåd inför rätten och pekade ut fem kvinnor innan hon dömdes skyldig till att brännas på bål 24 augusti. 
Mette Banghors och Thomes piga avrättades båda, men Woldborg Bødkers lydde från staden och kunde inte gripas förrän 1613. Annike Kristoffersdatter angav fem kvinnor innan hon avrättades, och ytterligare sju avrättades mellan 1613 och 1615. Ytterligare två begick självmord; en i fängelset, en då hon hörde att hon angetts. 